# Robert Bourgi
Pour les articles homonymes, voir Bourgi.
Robert Bourgi, né le 4 avril 1945 à Dakar, est un avocat et conseiller politique franco-libanais.
Spécialiste des questions africaines, personnage controversé, il est considéré comme un représentant de la « Françafrique ». Selon le journal Libération, il « aura incarné pendant trente ans les relations (...) entre l’Hexagone et ses anciennes colonies subsahariennes, en héritier du mythique et gaulliste Jacques Foccart ».

## Biographie

### Famille
Né le 4 avril 1945 à Dakar, au Sénégal, Jaffar (dit Robert) Bourgi appartient à une fratrie de treize enfants, issus d'une famille de commerçants libanais chiites établis de longue date au Sénégal. Il perd son jumeau monozygote à deux ans. Il est le fils de Mahmoud Bourgi, un riche négociant en textile de confession chiite qui a quitté le Liban en 1918,. Il est le frère du professeur d'université agrégé de droit public Albert Bourgi,.
Marié le 7 décembre 1972 à l'avocate Catherine Vittori, il a trois enfants,. Le 15 septembre 1974, son épouse et lui sont témoins de l'attentat du drugstore Publicis. Ils témoignent au procès dirigé contre le terroriste Carlos en mars 2017 puis en appel en mars 2018.

### Formation
Après des études au lycée Van-Vollenhoven à Dakar et des études de droit à l'université de Nice et à l'université Paris-I, il devient docteur d'État en droit public en 1978, son sujet de thèse porte sur « De Gaulle et l'Afrique », et diplômé d'études supérieures en science politique.
Bien qu'il ait prêté serment en 1993, Robert Bourgi est un avocat qui n'a jamais plaidé. En 2012, le conseil de l'ordre le suspend du Barreau de Paris.

### Carrière

#### Proximité avec des chefs d'État africains
Son père Mahmoud Bourgi, important commerçant proche des Gaullistes, avait noué des relations d'affaires avec Jacques Foccart,. Ce dernier le présente notamment au président gabonais Omar Bongo, dont il devient proche,.
Figure discrète de la « Françafrique », il a également été proche du président sénégalais Abdoulaye Wade (en fonction de 2000 à 2012), du président congolais Denis Sassou-Nguesso (en fonction depuis 1979 avec une interruption de cinq années, 1992-1997) et du président ivoirien Laurent Gbagbo (2000-2011). Il a également endossé le rôle de délégué national du Club 89, chargé des pays en développement de 1981 à 1996, en plus d'être chargé de mission du Rassemblement pour la République (RPR), responsable des relations politiques avec les pays africains du Sud du Sahara.
Il participe à gérer l'argent versé par des chefs d'Etat africains à certains partis politiques français, le sort d'opposants, de journalistes, de maîtresses ou encore d'enfants cachés.
Il est la source d'information du journaliste Pierre Péan qui lui a révélé les liens entre Bernard Kouchner et le président Omar Bongo, et les émoluments versés par ce dernier à l'ancien ministre français pour des rapports sur le système de santé gabonais (objet de l'ouvrage Le Monde selon K. de Pierre Péan publié en 2009).
En 2009, il porte la demande d'Omar Bongo et de Denis Sassou Nguesso auprès du président Nicolas Sarkozy d'évincer Jean-Marie Bockel de son poste de secrétaire d'État chargé de la Coopération et de la Francophonie (qui avait promis la fin de « la Françafrique moribonde »),. Ce dernier est remplacé par Alain Joyandet,.
Lors d'une interview pour « Le Journal Afrique » de TV5 Monde, le 26 septembre 2024, il révèle que l'ancien président gabonais, Ali Bongo, lui aurait versé environ 1 million de dollars pour son rôle d'intermédiaire entre l'Élysée et le Gabon.

#### Financement des partis politiques français
Le 11 septembre 2011, il assure avoir transporté à de nombreuses reprises dans les années 1990 « des millions d'euros » versés par certains chefs d'état africains au profit de Jacques Chirac, précisant que Dominique de Villepin était au courant de cette situation,. Il affirme aussi le lendemain que la campagne électorale de Jean-Marie Le Pen de 1988 avait bénéficié du même type de financement. Jacques Chirac et Dominique de Villepin ont annoncé leur intention de déposer plainte contre l'avocat mais seul Jean-Marie Le Pen agit et obtient du tribunal correctionnel de Paris la condamnation de Robert Bourgi pour diffamation le 13 décembre 2012.
Le 12 septembre 2011, Jean-François Probst, un ex-collaborateur de Jacques Chirac, l'accuse d'avoir « dépensé sans compter pour Sarkozy auprès de nombreux chefs d’États africains lors de la présidentielle de 2007. »

#### Libération de Clotilde Reiss
Robert Bourgi participe à la médiation sénégalaise menée par le président Abdoulaye Wade et son fils Karim, pour la libération de l'étudiante française Clotilde Reiss, emprisonnée par les Iraniens à Téhéran depuis 2009. Ces négociations menées « à l’écart des ministères et des ambassades » aboutiront le 16 mai 2010.

#### Sous la présidence Hollande
Il tente d'approcher le président François Hollande, notamment avec l'aide du secrétaire d'État à la Francophonie Jean-Marie Le Guen, mais ses tentatives restent vaines. En 2015, Robert Bourgi loue l'action du président en Afrique : « Il faut reconnaître au président Hollande une qualité, celle d'avoir très rapidement compris l'Afrique ». « L'interventionnisme militaire et politique de la France est très fort ». « La Françafrique est plus vivante que jamais ».

#### Crise gabonaise de 2016
Robert Bourgi soutient publiquement la candidature d'Ali Bongo Ondimba lors de l'élection présidentielle de 2009 : « Au Gabon, la France n'a pas de candidat, mais le candidat de Robert Bourgi, c'est Ali Bongo. Or je suis un ami très écouté de Nicolas Sarkozy. De façon subliminale, l'électeur le comprendra. »
En revanche, lors de l'élection présidentielle gabonaise de 2016, il soutient ouvertement Jean Ping, le principal opposant d'Ali Bongo. Lors des violences qui ont suivi ce scrutin, il déclare dans les médias que son soutien à Ali Bongo en 2009 avait enfanté un monstre.

#### Du soutien à Sarkozy à l'affaire Fillon
D'abord conseiller politique de Michel Aurillac (alors ministre de la Coopération de Jacques Chirac sous la première cohabitation, de 1986 à 1988) puis de Dominique de Villepin (dont il s'est senti méprisé et écarté de son entourage), il passe dans le camp de Nicolas Sarkozy en septembre 2005. Robert Bourgi, qui intègre le Premier Cercle des donateurs de Nicolas Sarkozy, est présent lors de son investiture présidentielle. Ce dernier le décore de la Légion d'honneur en septembre 2007,.
D'après Le Monde, « nombre de diplomates craignent que son influence auprès de Nicolas Sarkozy reflète l'idée que le président se fait de l'Afrique, celle d'un continent qu'on ne tient que par les barbouzes. »
En 2012, il se rapproche de François Fillon et aurait contribué à l'organisation de son voyage au Sénégal puis en Côte d'Ivoire fin novembre 2013 et ce alors que, dès octobre 2013, François Fillon prend la peine de déclarer que Robert Bourgi ne l'accompagnera pas dans ce voyage. En 2014, pour Noël, Robert Bourgi offre à François Fillon un ensemble blazer pantalon d'Arnys pour le prix de 5 180 euros.
Le 26 août 2015, il participe au meeting de rentrée de Fillon, ce qui provoque la colère de Nicolas Sarkozy. Il déclare : « Je conserve mon estime et mon affection à Nicolas. Mais ses dernières déclarations sur l'islam et l'immigration ne passent pas ». Le 23 janvier 2016, il tente en vain d'approcher Alain Juppé, alors favori des sondages, mais qui lui en veut d'avoir raconté qu'il l'avait emmené au Gabon et au Sénégal après sa condamnation de 2004 (en conséquence, lorsqu'il était devenu ministre des Affaires étrangères, il l'avait écarté de l'investiture du président ivoirien Alassane Ouattara). Il déclare finalement début avril 2016 soutenir Nicolas Sarkozy pour la primaire présidentielle des Républicains, bien que celui-ci ne soit pas encore candidat : « C'est Sarko que j'aime. C'est un bandit mais je l'aime. Il est comme moi : un affectif, un métèque. D'ailleurs, je ne l'ai jamais trahi, je lui racontais tout de mes discussions avec Fillon ».
En mars 2017, Robert Bourgi est identifié comme la personne ayant offert pour 13 000 euros de costumes à François Fillon, candidat Les Républicains à l'élection présidentielle,. Cette information révélée par la presse mène le Parquet national financier à accorder aux juges chargés de l'affaire Fillon l'ouverture d'un réquisitoire supplétif contre X pour « trafic d'influence ». Dans une interview accordée au magazine Vanity Fair, il explique avoir « appuyé sur la gâchette » en révélant son rôle au journaliste Laurent Valdiguié en réaction à un commentaire blessant de François Fillon à son égard et à la volonté de l'entourage de ce dernier de l'écarter des affaires africaines au profit du député Bernard Debré. Robert Bourgi affirme que Nicolas Sarkozy lui a dit ensuite à propos de François Fillon : « T'as vu Robert : on l'a bien niqué ».

#### Autre
Alors qu'il envisageait de publier ses mémoires de son vivant, Robert Bourgi a finalement abandonné ce projet : « Trop dangereux. Ce sera pour les Archives nationales après ma mort ».
En octobre 2017, Robert Bourgi est condamné à un mois de prison avec sursis et 2 500 € d'amendes pour avoir donné 7 500 € à l'UMP et 7 500 € à Force républicaine en 2014 comme en 2015, ces dons atteignant le double du plafond autorisé par la loi de 2013. Une condamnation inédite : selon Mediapart, il est le premier condamné pour dépassement des plafonds depuis la réforme de 2013.
En février 2018, une « procédure disciplinaire pour manquement aux principes essentiels de la profession d’avocat » est ouverte par la bâtonnière de Paris Marie-Aimée Peyron contre Robert Bourgi à la suite des propos insultants tenus fin janvier et début février dans deux documentaires sur l'affaire Fillon. Robert Bourgi devait passer le 27 novembre 2018 devant le conseil de discipline du conseil de l'ordre du barreau de Paris. Il est suspendu de la Légion d'honneur pour cinq ans par décret du 8 mars 2019.
Robert Bourgi est membre du Comité consultatif international de l'Organisation de la presse africaine (APO), qui assure notamment ses relations presse.
En septembre 2024, Robert Bourgi publie ses mémoires intitulé "Il savent que je sais tout".

## Ouvrages
- Le Général de Gaulle et l'Afrique noire : 1940-1969, Librairie générale de droit et de jurisprudence, Paris, Nouvelles éditions africaines, Dakar, Abidjan, 1980, 515 p.  (ISBN 2-275-01134-X) (texte remanié d'une thèse d'État en droit public).
- Ils savent que je sais tout : Ma vie en Françafrique, Robert Bourgi et Frédéric Lejeal, Max Milo, 2024, 512 p.  (ISBN 2315022339).

-Robert Bourgeois, ICEO: une incursion dans le domaine de la représentation des connaissances, BoD-Books on demand, 2022 (ISBN 978-2-322-40710-1)